# Świąteczna swatka
Świąteczna swatka (ang. Matchmaker Santa) – amerykański film telewizyjny z 2012 roku w reżyserii Davida S. Cassa Sr., z Lacey Chabert i Adamem Mayfieldem w rolach głównych, o swatającym Świętym Mikołaju.
Film miał premierową emisję w Stanach Zjednoczonych 17 listopada 2012.

## Fabuła
Akcja filmu rozgrywa się w Ameryce w czasach współczesnych. Melanie Hogan, właścicielka piekarni, ma spędzić święta Bożego Narodzenia ze swoim chłopakiem Justinem, dyrektorem wykonawczym w jednym z przedsiębiorstw, w jego domu w górach. Podczas wypadu ma odobyć się spotkanie towarzyskie, dlatego Justin zabiera ze sobą swojego asystenta Deana. Jak się okazuje, Dean wykazuje więcej troski o Melanie, niż jej własny chłopak. By zaiskrzyło, pomaga Święty Mikołaj.

## Obsada
W filmie wystąpili, m.in.:
- Lacey Chabert jako Melanie
- Adam Mayfield jako Dean Ford
- Thad Luckinbill jako Justin
- Elizabeth Ann Bennett jako Blaire
- Nikki Hahn jako młoda Melanie
- Florence Henderson jako Peggy
- Mary-Margaret Humes jako Katherine Greene
- Robert Pine jako Jack Tisdale
- Victoria Gabrielle Platt jako Donna
- John Ratzenberger jako George Graves
- Carter Sand jako Nicky
- Donovan Scott jako Chris
- Lin Shaye jako Debbie
- Nick Kiriazis jako Bill Hogan
- Erica Shaffer jako Ruth Hogan